# 魏斯巴赫河 (薩拉赫河支流)
47°45′01″N 12°54′30″E / 47.75029°N 12.90822°E

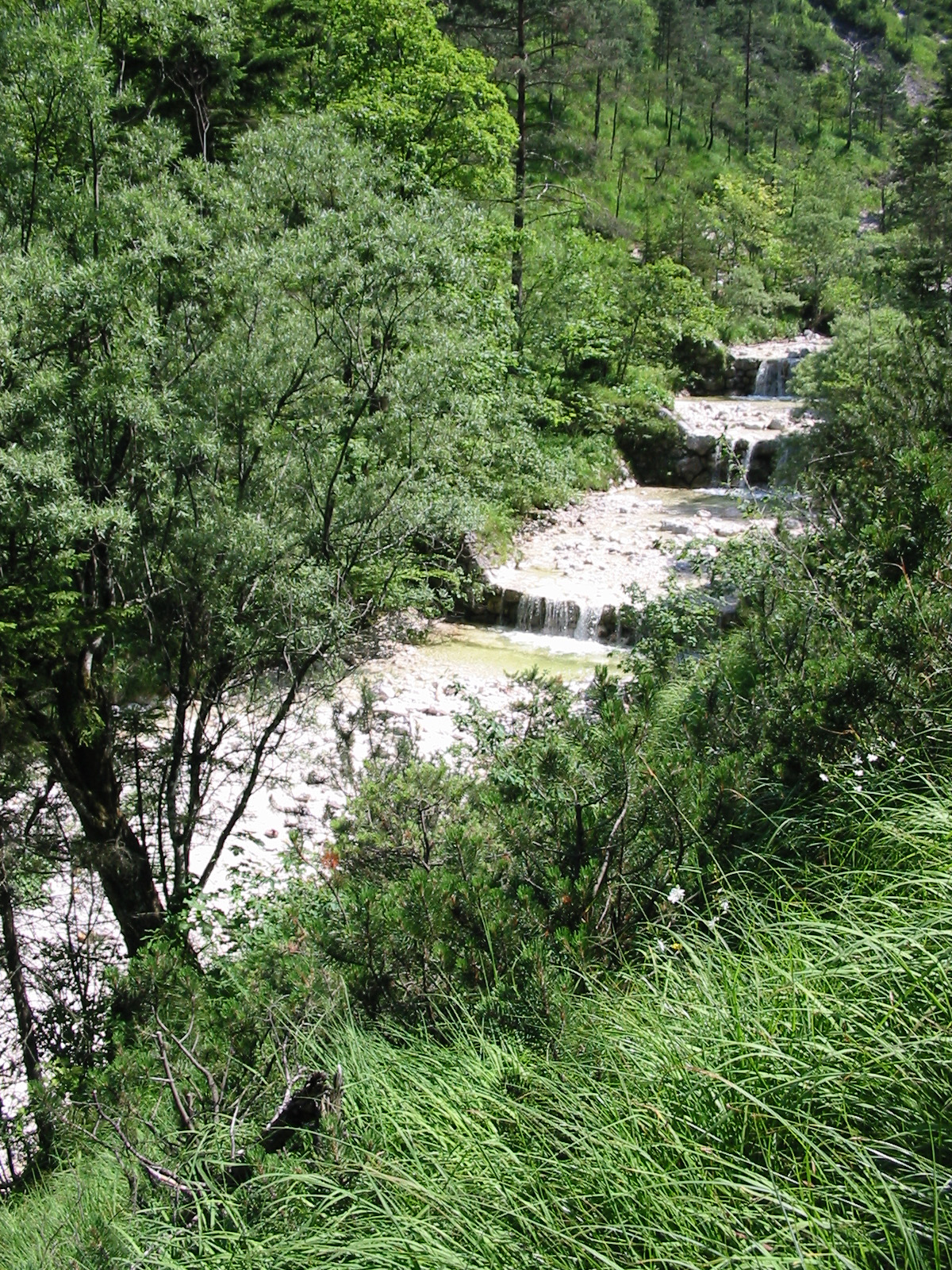

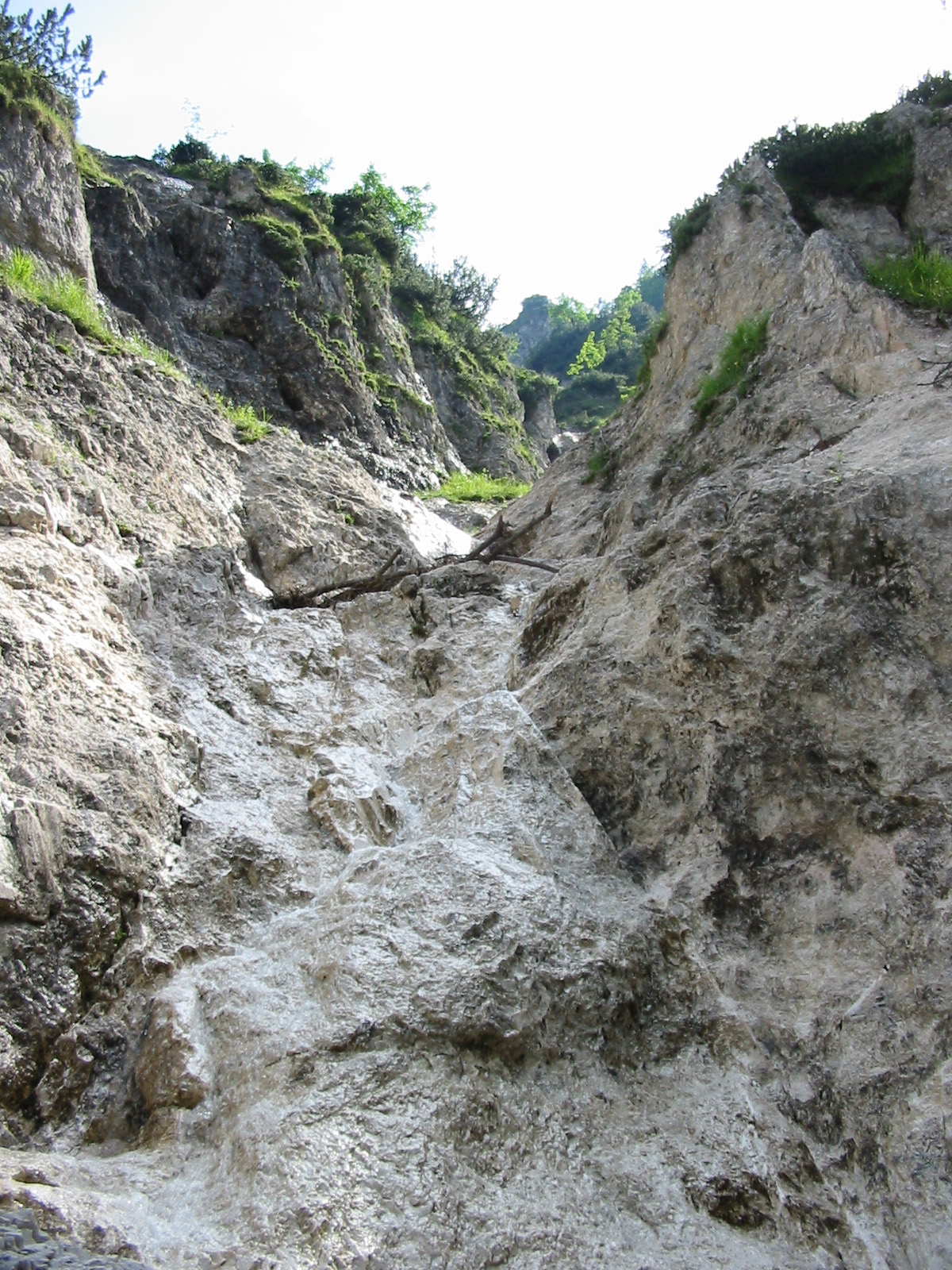

魏斯巴赫河是德國的河流，位於該國東南部，由巴伐利亞負責管轄，屬於薩拉赫河的支流，河道全長7公里，河口處在皮丁，流經貝希特斯加登蘭縣。